# كأس العراق 2001–02
فاز بهذه النسخة من بطولة لكأس العراق نادي الطلبة بعد فوزه في المباراة النهائية على نادي الشرطة (1-0).

## نتائج بعض المباريات

### الدور الأول
أقيمت المباريات من بين يومي 22 تشرين الأول و5 تشرين الثاني 2001
- نادي الزوراء × نادي الأمانة (3-1)
- نادي النجف × نادي المشخاب (4-0)
- نادي سامراء × نادي الصناعة (1-0)
- نادي عفك × نادي بيرس (1-19
- نادي الرمادي × نادي الشرطة (0-3)
- نادي الجيش × نادي الرفاعي (6-0)
- نادي أربيل × نادي السماوة (1-1)
- نادي الكاظمية × نادي كركوك (2-0)
- نادي النهضة × نادي النفط (0-3)
- نادي صلاح الدين × نادي القاسم (2-1)
- نادي البصرة × نادي الطلبة (1-2)
- نادي الدفاع الجوي × نادي الديوانية (5-0)
- نادي الكرخ × نادي الشطرة (0-0)، تأهل نادي الكرخ
- نادي دهوك × نادي القوة الجوية (1-3)

### الدور الثاني
أقيمت المباريات يومي 11 و 18 تشرين الثاني بمشاركة 16 فريقاً.

### ربع النهائي
أقيمت مباريات الذهاب يوم 21 كانون الثاني أما الإياب فيوم 28 كانون الثاني:
- نادي الزوراء × نادي النجف (1-1)، (0-1)
- نادي سامراء × نادي الشرطة (0-3)، (1-1)
- نادي النفط × نادي الكرخ (0-0)، (1-0)
- نادي الطلبة × نادي الدفاع الجوي (0-0)، (1-0)

### نصف النهائي
أقيمت مباراتا الذهاب يوم 7 نيسان أما الإياب فيوم 15 نيسان:
- نادي النجف × نادي الطلبة (1-1)، (0-2)
- نادي الشرطة × نادي النفط (3-0)، (1-0)

### المباراة النهائية
أقيمت المبارة على ملعب الشعب يوم 29 نيسان وانتهت بفوز نادي الطلبة على نادي الشرطة بهدف وحيد سجله اللاعب قصي هاشم.